# ناتاشا والتر
ناتاشا والتر (بالإنجليزية: Natasha Walter)‏ هي كاتبة غير روائية ومؤلفة بريطانية، ولدت في 20 يناير 1967.